# Gospodarka Polski – Prognozy i Opinie
Gospodarka Polski – Prognozy i Opinie – półrocznik wydawany od 2002 roku przez Instytut Nauk Ekonomicznych Polskiej Akademii Nauk. 

## Opis
Czasopismo publikuje analizy makroekonomicznej sytuacji gospodarki Polski, krótkookresowe prognozy podstawowych wielkości makroekonomicznych (m.in. tempo zmian PKB, produkcji przemysłowej, popytu krajowego, inwestycji, stopę bezrobocia, inflację) oraz analizy poszczególnych sektorów gospodarki.
Krótkookresowe prognozy najważniejszych parametrów makroekonomicznych generowane są z wykorzystaniem modelu wektorowo-autoregresyjnego, na podstawie analizy szeregu czasowego danych kwartalnych (od 1994 r.).
Analizy sektorowe obejmują: sektor gospodarstw domowych, sektor przedsiębiorstw, sektor rządowy i sektor finansowy.
Wersja papierowa jest wersją pierwotną czasopisma. Ukazuje się ono co pół roku na przełomie kwietnia i maja oraz października i listopada. 